# Spidele, Buzău
Spidele este un sat în comuna Buda din județul Buzău, Muntenia, România.